# Campeonato da Alemanha Oriental de Ciclismo em Estrada
O Campeonato de Alemanha Oriental de Ciclismo em Estrada tiveram lugar entre 1949 e 1990. Em 1949 e 1950, estiveram organizados com os Campeonato da Alemanha Ocidental, e em 1990, estiveram organizados com os campeonatos da Alemanha Ocidental e de Suíça. O campeonatos eram amadores como nos demais países do Leste naqueles tempos, excetuado em 1990 onde Olaf Ludwig foi o único campeão profissional da Alemanha do Leste.

### Ciclismo em estrada aficionada (1949-1990).

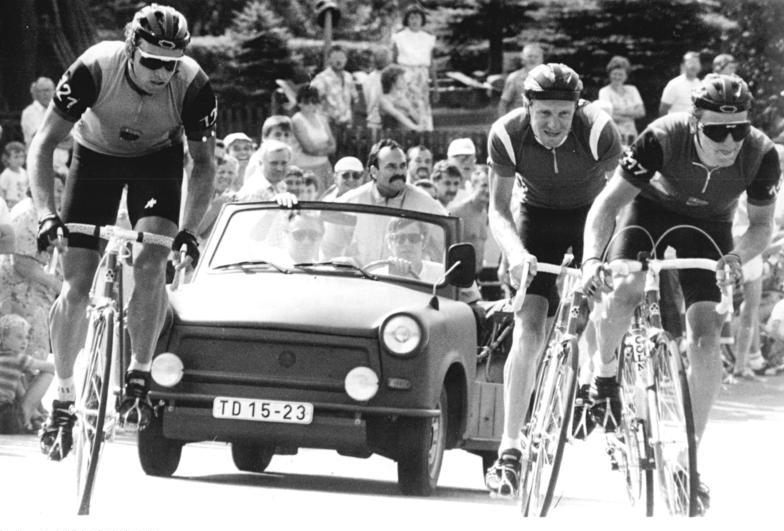
Olaf Ludwig, Jan Schur, Jens Heppner no campeonato da RDA de ciclismo em 1989

## Palmarés masculino

### Ciclismo em estrada aficionada (1949-1990).[1]
| Ano  | Vencedor            | Ano  | Vencedor              |
| 1949 | Georg Sternberg     | 1970 | Axel Peschel          |
| 1950 | E. Schatz           | 1971 | Manfred Radochla      |
| 1951 | Werner Gallinge     | 1972 | Wolfgang Wesemann     |
| 1952 | Lothar Meister      | 1973 | Dieter Gonschorek     |
| 1953 | Bernhard Trefflich  | 1974 | Hans-Joachim Hartnick |
| 1954 | Gustav-Adolf Schur  | 1975 | Hans-Joachim Hartnick |
| 1955 | Horst Tüller        | 1976 | Detlef Kletzin        |
| 1956 | Erich Hagen         | 1977 | Thilo Fuhrmann        |
| 1957 | Gustav-Adolf Schur  | 1978 | Thilo Fuhrmann        |
| 1958 | Gustav-Adolf Schur  | 1979 | Martin Goetze         |
| 1959 | Gustav-Adolf Schur  | 1980 | Martin Goetze         |
| 1960 | Gustav-Adolf Schur  | 1981 | Olaf Jentzsch         |
| 1961 | Gustav-Adolf Schur  | 1982 | Falk Boden            |
| 1962 | Klaus Ampler        | 1983 | Bodo Straubel         |
| 1963 | Klaus Ampler        | 1984 | Uwe Ampler            |
| 1964 | Rüdiger Tanneberger | 1985 | Martin Goetze         |
| 1965 | Siegfried Huster    | 1986 | Olaf Ludwig           |
| 1966 | Siegfried Huster    | 1987 | Uwe Ampler            |
| 1967 | Dieter Grave        | 1988 | Martin Goetze         |
| 1968 | Bernd Patzig        | 1989 | Olaf Ludwig           |
| 1969 | Dieter Mickein      | 1990 | Jens Heppner          |

### Ciclismo em estrada profissional (1990)
| Ano style="background:#efefef;" \|Vencedor |             |
| 1990                                       | Olaf Ludwig |

### Critérium
| Ano  | Vencedor              |
| 1970 | Axel Peschel          |
| 1971 | Michael Schiffner     |
| 1972 | Dieter Gonschorek     |
| 1973 | Dieter Gonschorek     |
| 1974 | Michael Schiffner     |
| 1975 | Hans-Joachim Hartnick |
| 1976 | Hans-Joachim Hartnick |
| 1977 | Burkhard Freese       |
| 1978 | Hans-Joachim Hartnick |
| 1979 | Burkhard Freese       |
| 1980 | Falk Boden            |
| 1981 | Martin Goetze         |
| 1982 | Bernd Drogan          |
| 1983 | Martin Goetze         |
| 1984 | Olaf Jentzsch         |
| 1990 | Erik Zabel            |

### Contrarrelógio por equipas

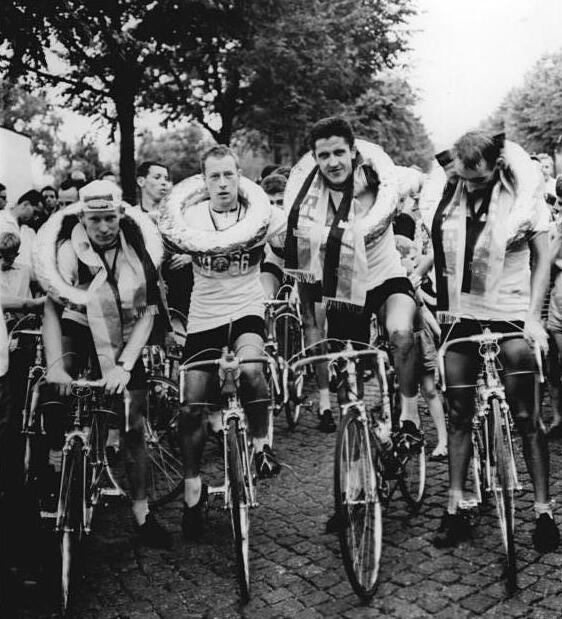
Os vencedores da edição 1966 : Axel Peschel, Kurt Müller, Lothar Appler e Eberhard Butzke

O campeonato de RDA do contrarrelógio por equipas foi disputado de 1949 a 1989.
| Ano  | Campeão | Segundo                                                                                      | Terceiro |
| 1949 | BSG KWU Erfurt                                                                                              |                                                                                              | |
| 1950 | BSG Rotation Berlin                                                                                         |                                                                                              | |
| 1951 | BSG Börde Magdeburg                                                                                         |                                                                                              | |
| 1952 | BSG Wismut Chemnitz                                                                                         |                                                                                              | |
| 1953 | BSG Wismut Karl-Marx-Stadt Bernhard Trefflich Lothar Meister Siegel Funke                                   | BSG Posto Berlim                                                                             | BSG Einheit Berliner Bär                                                                                           |
| 1954 | BSG Einheit Berliner Bär                                                                                    |                                                                                              | |
| 1955 | SC Einheit Berlin                                                                                           |                                                                                              | |
| 1956 | SC Wismut Karl-Marx-Stadt                                                                                   |                                                                                              | |
| 1957 | SC DHfK Leipzig                                                                                             |                                                                                              | |
| 1958 | SC DHfK Leipzig Gustav-Adolf Schur Erich Hagen Bernhard Eckstein Günter Lörke Roland Henning Wolfgang Grabo | SC Dynamo Berlin Rudi Kirchhoff Kurt Müller Jörg Grunzig Hans Kubicki Gerhard Löffler Mertke | SC Wismut Karl-Marx-Stadt Manfred Weißleder Peter Härtel Johannes Schober Helmut Stolper Bernhard Trefflich Seidel |
| 1959 | SC Rotation Leipzig Egon Adler Lothar Höhne Burek Appelt                                                    | SC DHfK Leipzig                                                                              | SC Wismut Karl-Marx-Stadt                                                                                          |
| 1960 | SC Wismut Karl-Marx-Stadt Manfred Weißleder Johannes Schober Peter Härtel Dieter Wiedemann                  | SC Rotation Leipzig                                                                          | SC Wismut Karl-Marx-Stadt II                                                                                       |
| 1961 | SC Dynamo Berlin Lothar Appler Hans Scheibner Kurt Müller Manfred Brüning                                   | SC Wismut Karl-Marx-Stadt Manfred Weissleder Johannes Schober Peter Härtel Dieter Wiedemann  | ASK Vorwärts Leipzig Egon Adler Morawski Thomas Zirngibl                                                           |
| 1962 | SC Dynamo Berlin I Lothar Appler Hans Scheibner Manfred Brüning Kurt Müller                                 | SC Dynamo Berlin II Eberhard Butzke Taufmann Alex Féßler S. Féßler                           | SC Dynamo Berlin III Horst Klawohn Maleska Dieter Vogelsang Gebert                                                 |
| 1963 | SC Dynamo Berlin Lothar Appler Manfred Brüning Hans Scheibner Kurt Müller                                   | SC DHfK Leipzig Klaus Ampler Gustav-Adolf Schur Günter Lux Krause                            | SC Dynamo Berlim III Horst Klawohn Purho Maleska Gebhardt                                                          |
| 1964 | SC Dynamo Berlim Maleske Kurt Müller Horst Klawohn Axel Peschel                                             | ASK Vorwärts Leipzig Lothar Höhne Eichholz Klaus Kellermann Lingner                          | SC DHfK Leipzig Klaus Ampler Günter Lux Manfred Dähne Dieter Mickein                                               |
| 1965 | ASK Vorwärts Leipzig Günter Hoffmann Lothar Höhne Lingner Klaus Kellermann                                  | SC Dynamo Berlim Lothar Appler Kurt Müller Axel Peschel Taufmann                             | SC DHfK Leipzig Klaus Ampler Manfred Dähne Dieter Mickein Günter Lux                                               |
| 1966 | SC Dynamo Berlim Lothar Appler Eberhard Butzke Kurt Müller Axel Peschel                                     | ASK Vorwärts Leipzig Günter Hoffmann Lothar Höhne Karl-Heinz Kazmierzak Klaus Kellermann     | ASK Vorwärts Leipzig Eichholz Exner Dieter Gonschorek Lingner                                                      |
| 1967 | ASK Vorwärts Leipzig Dieter Gonschorek Günter Hoffmann Lingner Richter                                      | SC DHfK Leipzig Manfred Dähne Dieter Grave Bernd Knispel Günter Lux                          | SC Dynamo Berlim Dovatt Drechsler Mattner Axel Peschel                                                             |
| 1968 | SC Karl-Marx-Stadt Dertz Siegfied Huster Steiner Voigtländer                                                | BSG Posto Berlim Lothar Appler Eberhard Butke Kudwien Lothar Lepke                           | SC DHfK Leipzig Höcke Bernd Knispel Rainer Marks Wagner                                                            |
| 1969 | SC DHfK Leipzig Klaus Ampler Bernd Knispel Dieter Mickein.wagner                                            | SC Dynamo Berlim Wanzlik Quarsch Sommerlatte Drechsler                                       | SC Karl-Marx-Stadt Siegfried Huster Dertz Sieber Voigtländer                                                       |
| 1970 | SC DHfK Leipzig Manfred Dähne Bernd Knispel Michael Schiffner Wagner                                        | BSG Posto Berlim Lothar Appler Detlef Kudwien Mattner Engelsleben                            | SC DHfK Leipzig II Dieter Grave Höcke Raidt Gregor Kiritschenko                                                    |
| 1971 | SC DHfK Leipzig Manfred Dähne Bernd Knispel Michael Schiffner Raidt                                         | SC DHfK Leipzig II Gregor Kiritschenko Wagner Höcke Dieter Mickein                           | TSC Berlim Thomas Huschke Karl-Heinz Oberfranz Michael Milde Mühlner                                               |
| 1972 | SC Dynamo Berlim Schönfeld Brauer Bertram Fiedler                                                           | SC DHfK Leipzig Raidt Michael Schiffner Käbisch Wagner                                       | TSC Berlim Fielsch Terker Lehmann Scholz                                                                           |
| 1973 | ASK Vorwärts Leipzig Karl-Dietrich Diers Dieter Gonschorek Detlef Kletzin Wolfgang Wesemann                 | SC Cottbus II Hans-Joachim Hartnick Bernd Drogan Wehe Max                                    | TSC Berlim Michael Milde Lehmann Terker Bernhardt                                                                  |
| 1974 | ASK Vorwärts Frankfurt/Oder Dieter Gonschorek Wolfgang Wesemann Detlef Kletzin Karl-Dietrich Diers          | SC Dynamo Berli Schimbor Hägeholz Gerhard Lauke Schröder                                     | SC Karl-Marx-Stadt Lantzsch Kubasch Schneider Vogel                                                                |
| 1975 | SC Karl-Marx-Stadt Vogel Pfuhl Lantzsch Schneider                                                           | SC Turbine Erfurt Wolfram Kühn Kramer Taudte Preising                                        | TSC Berlim Thomas Huschke Michael Milde Müller Lehmann                                                             |
| 1976 | SC Karl-Marx-Stadt Vogel Pfuhl Kubasch Schneider                                                            | SC Cottbus Hans-Joachim Hartnick Bernd Drogan Volker Winkler Max                             | SC Turbine Erfurt Hentzgen Koch Gottfried Preising Meisch                                                          |
| 1977 | ASK Vorwärts Frankfurt/Ou Karl-Dietrich Diers Gerhard Lauke Detlef Kletzin Bormann                          | SC Cottbus Hans-Joachim Hartnick Bernd Drogan Hans-Peter Wehe Olaf Jentzsch                  | SC DHfK Leipzig Michael Schiffner Graf Martin Götze Straubel                                                       |
| 1978 | ASK Vorwärts Frankfurt/Ou Detlef Kletzin Fuhrmann Bormann Martin Vierke                                     | SC DHfK Leipzig Martin Götze Andreas Petermann Straubel Verwiebe                             | ASK Vorwärts Frankfurt/Ou II P. Richter Kluge Falk Boden Kaiser                                                    |
| 1979 | ASK Vorwärts Frankfurt/Ou Falk Boden Kluge Martin Vierke Schondau                                           | SC DHfK Leipzig Martin Götze Andreas Petermann Straubel Herzog                               | SC Turbine Erfurt Hentzgen Meisch Recknagel Krauslach                                                              |
| 1980 | SC Karl-Marx-Stadt Scheibner Vogel Müller Andreas Neuer                                                     | ASK Vorwärts Frankfurt/Ou Falk Boden Kluge Martin Vierke Gröger                              | SC DHfK Leipzig Martin Götze Andreas Petermann Straubel Herzog                                                     |
| 1981 | SC DHfK Leipzig Andreas Petermann Martin Goetze Uwe Raab Straubel                                           | SC Cottbus Hans-Joachim Hartnick Bernd Drogan Hans-Peter Wehe Olaf Jentzsch                  | SC Karl-Marx-Stadt Scheibner Lutz Lötzschl Kaulfuß Müller                                                          |
| 1982 | SC Cottbus Bernd Drogan Münnich Jesse Ernst                                                                 | ASK Vorwärts Frankfurt/Ou Falk Boden Dan Radtke Martin Vierke Gröger                         | SC Karl-Marx-Stadt Scheibner Schlösser Kaulfuß Müller                                                              |
| 1983 | SC Cottbus Ernst Glossmann Jesse Perka                                                                      | SC DHfK Leipzig Andreas Petermann Straubel Uwe Ampler Lux                                    | ASK Vorwärts Frankfurt/Ou Schönherr Richter Premeio Meinert                                                        |
| 1984 | SC DHfK Leipzig Herzog Jan Schur Wittek Axel Grosser                                                        | SC Cottbus Olaf Jentzsch Töpfer Gloßmann Jesse                                               | SC Cottbus II Hammer Karraß Quartler Jäger                                                                         |
| 1985 | SC DHfK Leipzig Uwe Ampler Lux Uwe Raab Jan Schur                                                           | ASK Vorwärts Frankfurt/Ou Falk Boden Dan Radtke Prêmio Gröger                                | SC Cottbus Jäger Karraß Gloßmann Jesse                                                                             |
| 1986 | SC Turbine Erfurt Matthias Lendt T. Schmidt Zeidler Mike Landsmann                                          | SC Dynamo Berlim Bauer Gebauer Hans R. Schmidt                                               | ASK Vorwärts Frankfurt/Ou Schönherr Gröger Dan Radtke Meinert                                                      |
| 1987 | SC Turbine Erfurt Mario Kummer Rauch Matthias Lendt Thomas Schmidt                                          | ASK Vorwärts Frankfurt/Ou Dan Radtke Prêmio Schönherr Meinert                                | SC DHfK Leipzig Jan Schur Gus-Erik Schur Uwe Raab Steffen Rein                                                     |
| 1988 | ASK Vorwärts Frankfurt/Ou Bredow Premeio Dan Radtke Schönherr                                               | SC Karl-Marx-Stadt Reiher Schiffner Wachs Werner                                             | SC Cottbus Freytag Karraß Schneider Wolke                                                                          |
| 1989 | SC DHfK Leipzig Bert Dietz Lux Uwe Raab Jan Schur                                                           | SC Dynamo Berlim Bernd Dittert Uwe Peschel Schmidt Schwarzbach                               | SC Turbine Erfurt Biebler Rauch Schleip Uslar                                                                      |

## Palmarés feminino

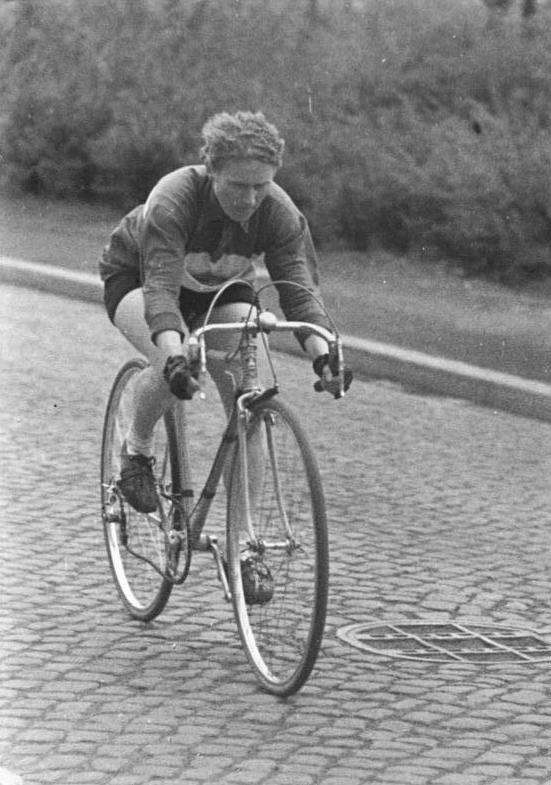
Em 1956, Elfriede Vey resulta a primeira campeã da RDA da ciclismo em estrada

| Ano style="background:#efefef;" \|Vencedor | Ano style="background:#efefef;" \|Vencedor |      |                    |
| 1956                                       | Elfriede Vey                               | 1974 | Sylvia Röhl        |
| 1957                                       | Elfriede Vey                               | 1975 | Andrea Fischer     |
| 1958                                       | Elfriede Vey                               | 1976 | Andrea Fischer     |
| 1959                                       | Karin Hänsel                               | 1977 | Andrea Fischer     |
| 1960                                       | Karin Hänsel                               | 1978 | Andrea Fischer     |
| 1961                                       | Elisabeth Eichholz                         | 1979 | Heidi Klawitter    |
| 1962                                       | Elisabeth Eichholz                         | 1980 | Heidi Klawitter    |
| 1963                                       | Andrea Ela                                 | 1981 | Heidi Klawitter    |
| 1964                                       | Elisabeth Eichholz                         | 1981 | Heidi Klawitter    |
| 1965                                       | Elisabeth Eichholz                         | 1982 | Heidi Klawitter    |
| 1966                                       | Hannelore Mattig                           | 1983 | Heidi Klawitter    |
| 1967                                       | Hannelore Mattig                           | 1984 | Gabi Roestel       |
| 1968                                       | Renate Damm                                | 1985 | Michaela Schiemenz |
| 1969                                       | Hannelore Mattig                           | 1986 | Petra Rossner      |
| 1970                                       | Renate Damm                                | 1987 | Petra Rossner      |
| 1971                                       | Renate Damm                                | 1988 | Angela Kindling    |
| 1972                                       | Renate Damm                                | 1989 | Petra Rossner      |
| 1973                                       | Uta Spott                                  | 1990 | Gabi Roestel       |